# NGC 7616
NGC 7616 este o galaxie situată în constelația Pegas. A fost descoperită în  de către .